# Jozef Holička
Jozef Holička (25. září 1906 Bojnice – 22. října 1979 Žiar nad Hronom) byl slovenský a československý politik Komunistické strany Slovenska a poúnorový poslanec Národního shromáždění ČSR, v 60. letech poslanec Slovenské národní rady.

## Biografie
Vyučil se tesařem. Podle jiného zdroje pracoval jako horník. Za druhé světové války byl aktivní v odboji. Účastnil se Slovenského národního povstání a roku 1944 pracoval na pověřenectví průmyslu a obchodu v Banské Bystrici. V letech 1949–1957 byl vedoucím odboru státní administrativy na Krajském výboru KSS v Banské Bystrici a zastával i funkci místopředsedy oblastního výboru KSS v tomto městě.
Na základě výsledků parlamentních voleb roku 1946 byl zvolen do Slovenské národní rady.
Ve volbách do Národního shromáždění roku 1948 byl zvolen do Národního shromáždění za KSČ ve volebním kraji Nitra. Mandát získal i ve volbách v roce 1954 (nyní za volební obvod Banská Štiavnica) a v parlamentu setrval až do konce funkčního období, tedy do voleb v roce 1960.
V letech 1946, 1947, 1948, 1949, 1950 a 1953 se uvádí jako člen Ústředního výboru Komunistické strany Slovenska. V letech 1960–1971 zasedal znovu v Slovenské národní radě. Publikoval díla o bojích KSČ. Byl nositelem četných státních vyznamenání.
Žil v Kremnici a angažoval se v KSS v Žiaru nad Hronom, kde byl ještě na počátku pražského jara roku 1968 zvolen členem OV KSS. Předsednictvo OV KSS ho ale následně doporučilo odvolat kvůli jeho podílu na deformacích z 50. let. Proti jeho působení v orgánech KSČ se vyslovovaly i petice. Rezignoval pak ze zdravotních důvodů a v červnu 1968 plénum OV KSS vzalo jeho rezignaci na vědomí. Stáhl se dočasně z politiky. Do funkcí ve straně se vrátil po srpnové okupaci a začátku normalizace, kdy byl znovu kooptován do OV KSS.